# Listă de râuri din Ucraina

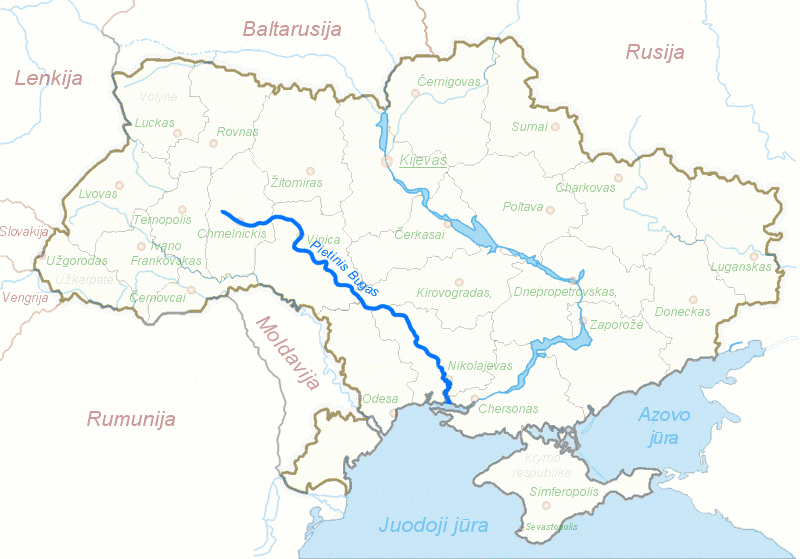
O hartă a Bugului de Sud care curge prin Ucraina (în lituaniană).

Ucraina are aproximativ 23.000 de râuri, majoritatea râurilor curg în Marea Neagră și Marea Azov și aparțin bazinului mediteraneean mai mare. Aceste râuri curg în cea mai mare parte în direcția sud, cu excepția afluenților Prîpeat din Volinia și afluenților Nistru din Prikarpattia. Câteva râuri din vestul Ucrainei curg spre nord-vest prin Polonia până la Marea Baltică, ca parte a bazinului de drenaj al Bugului de Vest. Cele mai notabile râuri ale Ucrainei includ Nipru, Nistru, Bugul de Sud și Doneț. Cel mai lung râu este Nipru, cel mai lung afluent este afluentul Niprului, Desna. Doi dintre afluenții Dunării în Ucraina, Prutul și Tisa, sunt mai lungi decât râul principal din Ucraina.
Cea mai mare apă din Ucraina este transportată de Nipru. Volumul său anual de drenaj este de 52,42 km3. Singurul alt fluviu care are un volum de drenaj mai mare este Dunărea care traversează Europa Centrală în Ucraina se întinde doar pe 174 km . Drenajul mediu anual al Dunării este de aproximativ 123 km3.
Cel mai adânc râu al Ucrainei este Nistru. În cursul său mijlociu între satul Pîjivka și Moghilău prin Canionul Nistrului (Podișul Podoliei), râul se îngustează la 1,5 km în lățime și se adâncește până la 10 m. 
Cea mai mare deltă fluvială din Ucraina aparține Niprului și are o suprafață de 350 km2, în timp ce Delta Dunării din Ucraina are numai 120 km2.

## A
- Alma
- Andrikovski
- Argiu

## B
- Bahmut
- Batár
- Bătarci
- Belka
- Bilca Mare
- Bilca Mică
- Bugul de Vest[1]
- Bugul de Sud

## C
- Caraula
- Caraula, Suceava
- Ceremușul Alb
- Ceremușul Negru
- Ceremuș
- Cerlena
- Cimirnariu
- Ciorna
- Cotovăț

## D
- Dalnic
- Derelui
- Desna
- Doneț

## F
- Falcău

## G
- Garbanevski

## H
- Hlibocioc
- Horol

## I
- Ingul
- Irpin

## K
- Kalka
- Kalmius

## L
- Latorița
- Lăpușna
- Lugan

## M
- Mihodra
- Mihova
- Mokrîi Iziumeț
- Molnița

## N
- Nipru
- Nistru

## O
- Oleniu
- Orjîțea
- Oskol

## P
- Pârâul Rusului
- Petrimiasa
- Prîpeat
- Prut
- Psel

## R
- Racovăț
- Răstoaca Mare
- Russkaia

## S
- Sadău
- Seim
- Siret
- Siretul Mic
- Sirețel
- Soloneț
- Suhoi
- Sula

## Ș
- Șicova
- Șubraneț

## T
- Târnauca
- Tern
- Teteriv
- Tisa
- Tomașlâc
- Turia

## U
- Udai
- Uj
- Ulma

## V
- Vorskla

## Z
- Zbruci
- Ziminel
- Zubrineț